# Gilde drapière de Bruxelles
La Lakengulde ou Gilde Drapière ou Tribunal de la Draperie, appelée aussi au XVIIIe siècle Chambre de Commerce, est une des plus anciennes et des plus influentes institutions de la ville de Bruxelles durant l'Ancien Régime et qui fut abolie en 1797 après la cession des Pays-Bas à la République Française lors de Traité de Campo Formio par l'empereur François II du Saint-Empire.

## Histoire et institution

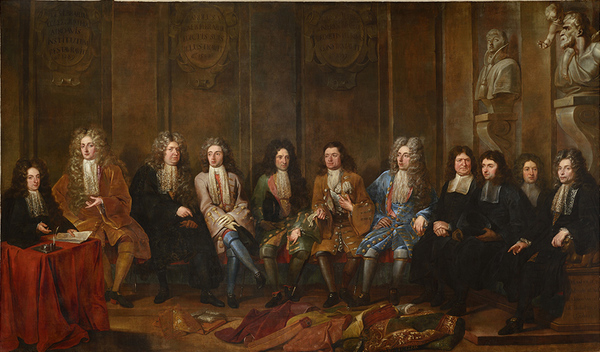
Le secrétaire, les deux doyens et les huit de la Gilde drapière en 1699. Peinture de Jean van Orley.

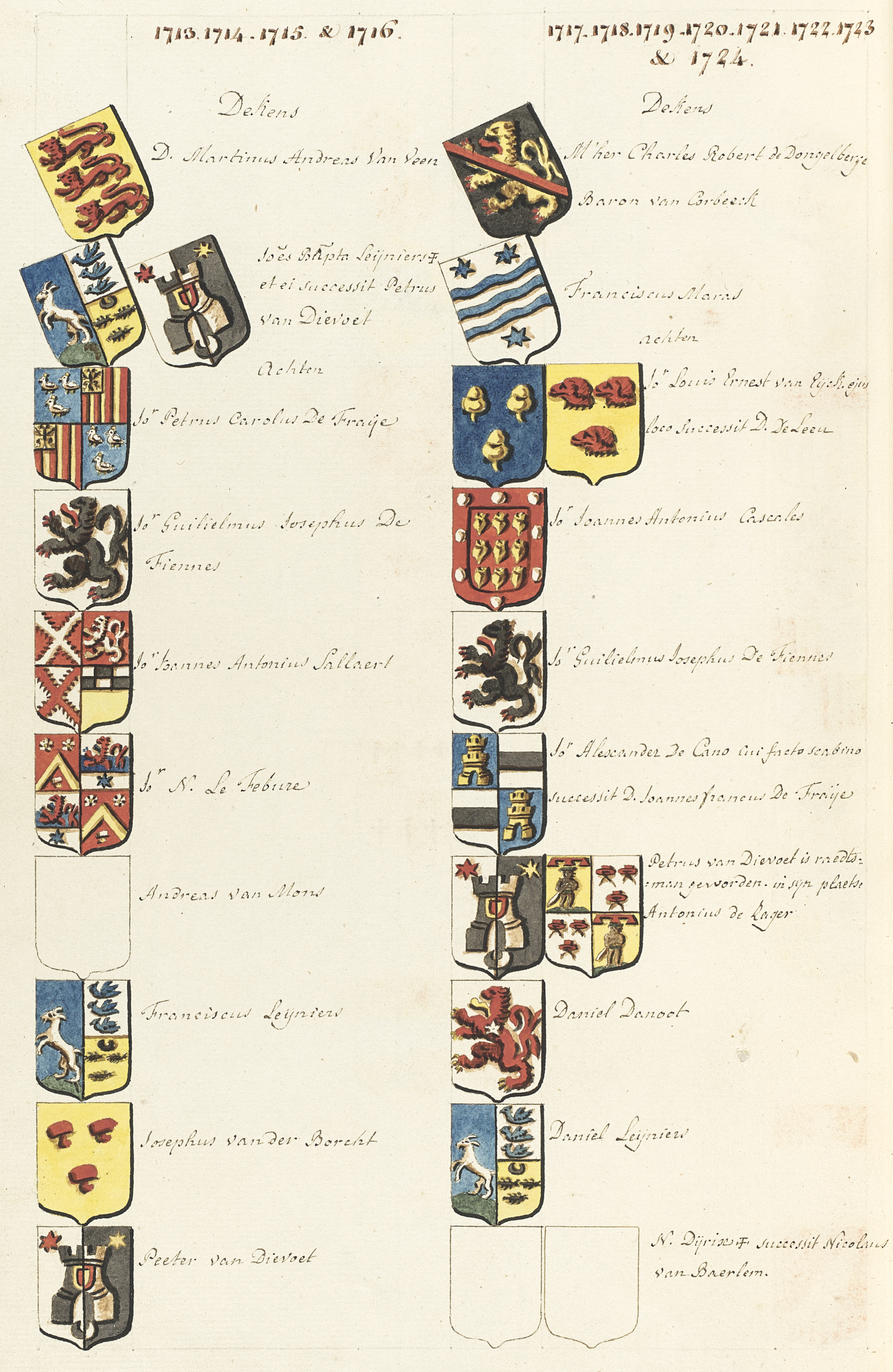
Armorial de la Gilde Drapière (1713-1724).

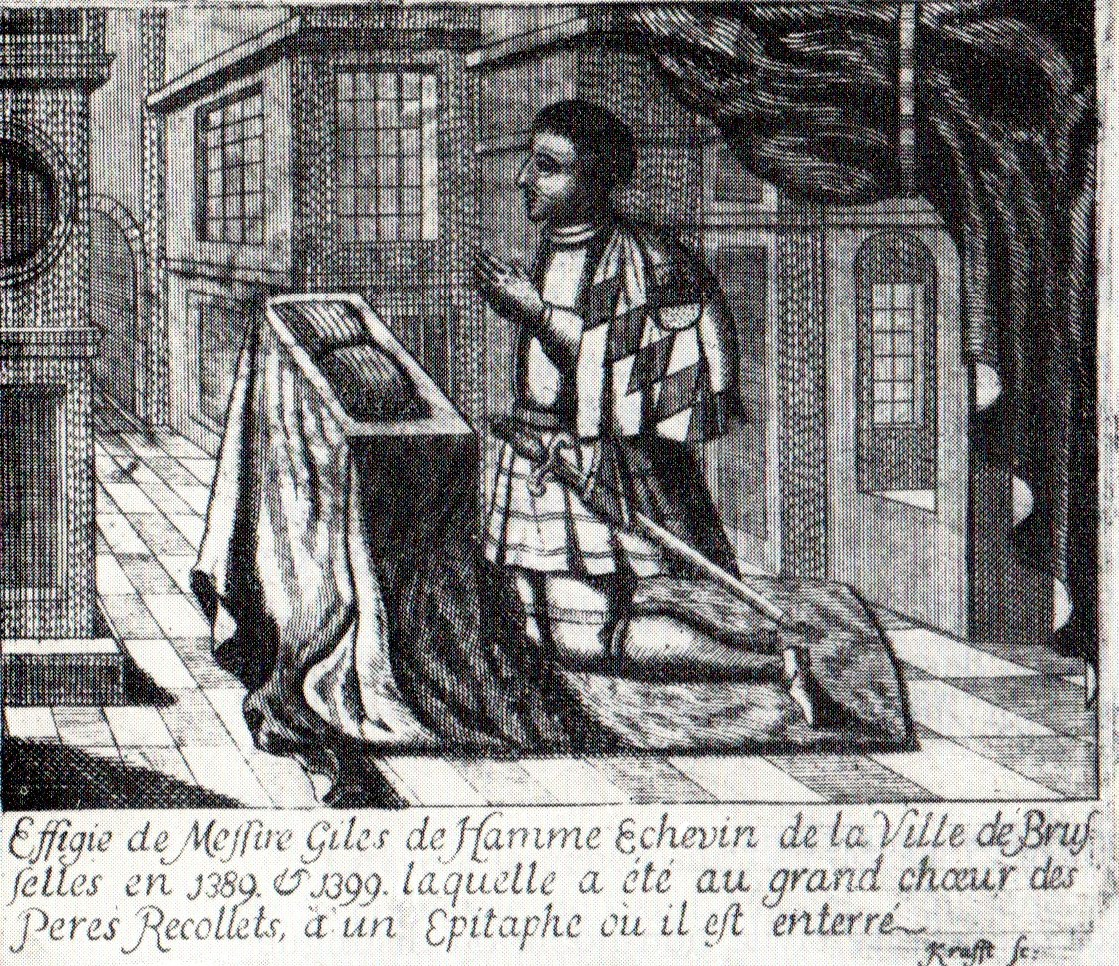
Gilles van Hamme, inscrit au lignage Roodenbeke en 1376, échevin en 1389 et 1399, doyen de la Gilde drapière en 1378 et 1392.

La Gilde Drapière dont l'origine remonte au XIIe siècle était avant tout un tribunal et une chambre de commerce qui à l'origine était destiné à réguler le commerce et la fabrication des draps et en vérifier la qualité.
La Gilde était dirigée par deux juges appelés Doyens qui étaient entourés de huit assesseurs appelés les VIII (De Acht, les Huit) ou les Octovirs. Pendant le régime angevin, doyens et huit de la gilde drapière furent nommés intendants et échevins de la chambre du commerce.
Jusqu'à la révolution de 1421 ils étaient tous choisis parmi les Lignages et après celle-ci un Doyen et quatre octovirs étaient choisis parmi les Nations.

## Fonctions de la Gilde drapière
Comme l’écrit Guillaume Des Marez, la Gilde était un rouage administratif et juridictionnel puissant, fonctionnant à côté de l’échevinage, dont elle était même indépendante à l’époque de sa splendeur. Ainsi, en 1289, le duc de Brabant avait reconnu le pouvoir législatif de la Gilde. Contrairement aux métiers, la Gilde était appelée à émettre des actes Elle réglementait directement les tisserands, les foulons, les tondeurs, les teinturiers, les tapissiers, les chapeliers, bref tous ceux qui de loin ou de près s’occupaient du travail des laines ou de la fabrication de draps. Devant elle, les marchands reconnaissaient leurs dettes, et réclamaient des lettres de créance, dont la force exécutoire égalait celle des lettres échevinales. Bien plus, la Gilde substituait son action à celle des échevins dans la vente des immeubles appartenant à des marchands drapiers ou engagés pour cause commerciale. Elle délivrait aux parties des titres de propriété aussi authentiques que ceux rédigés par les échevins eux-mêmes.
En outre, la gilde à l'époque de sa pleine puissance, pouvait non seulement légiférer mais veiller elle-même à l'exécution de ses règlements. L'entière validité des pénalités et des amendes, qu'elle pouvait infliger aux contrevenants, et qu'elle établissait avec le Magistrat, était reconnue par le duc de Brabant. 
Pour sa fonction de tribunal, la gilde siégeait trois fois par semaine, le mardi, le jeudi et le samedi.
Au XVe siècle la Gilde nommait trois valets pour sceller les pièces de draps dont elle contrôlait la qualité, ainsi que deux receveurs, cinq contrôleurs et un scelleur des draps exposés en vente Grand Place à la Halle aux Pains. Elle nommait également le peseur de la laine et le mesureur de la potasse (destinée à laver les laines).

## Confusion
De nombreux auteurs peu au fait de l'histoire des institutions bruxelloises, confondent la Gilde Drapière avec la corporation des drapiers, alors que la plupart des juges faisant partie de ce tribunal n'avaient rien à voir avec le métier de drapier, ils étaient, en effet, choisis parmi les lignagers, ne pouvant exercer aucune profession ou métier, et parmi les membres des Nations faisant partie de diverses corporations.